# Sentimiento Anti-Boliviano en el Perú
La historia del antibolivianismo en el Perú o el sentimiento Anti-Boliviano en el Perú  son las más complejas u extensas que los peruanos tengan desprecio, resentimiento o antipatía hacia los bolivianos desde las guerras de indepdendencia hasta la actualidad.

## Intervención en el Alto Perú

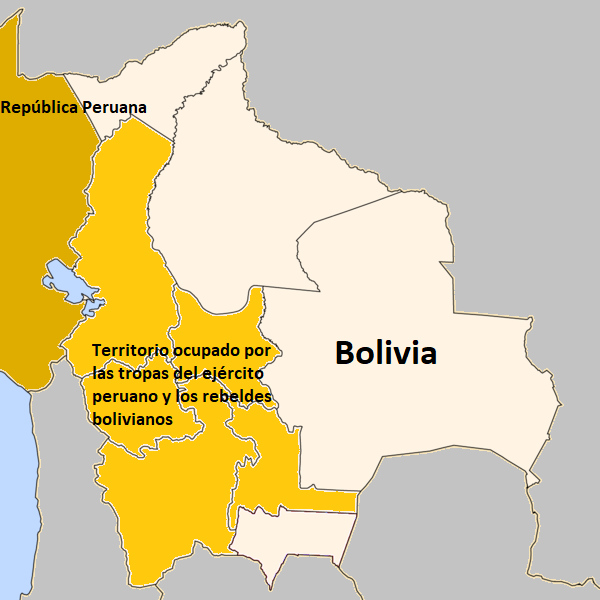
Territorios ocupados por el Ejército del Perú.

La invasión peruana en 1828 fue el primer conflicto bélico por el motivo de expulsar a la tropas grancolombianas dentro del territorio Boliviano encabezado por José de La Mar y Agustín Gamarra que en ese momento era el perfecto del Cusco, tras la victoria en el Tratado de Piquiza, el general Agustín Gamarra dijo en tono burlesca: "Los bolivianos son sumisos e incompetentes, incluso hasta ocupamos casi todo el territorio muy facilmente" y la esposa de Gamarra, Francisca Zubiaga y Bernales dijo de manera motivadora: "Los peruanos jamás cederemos, los bolivianos siempre seran gallinas" después de reprimir a los partidarios de la Gran Colombia en Chuquisaca que fueron por bolivianos, colombianos en la mayoria y judíos en minoria tras reprimir la sublevación en Chuquisaca se dio la expulsión de grancolombianos, judíos y europeos en el Alto Perú que se llegarian alrededor de 30,000 encabezado principalmente por Agustín Gamarra y con apoyo de los futuros personajes peruanos emblemáticos como Ramón Castilla (futuro presidente quien será en abolir la trata de esclavos) y Felipe Salaverry (futuro mártir en defender la patria a manos de Andrés de Santa Cruz). Anteriormente en la fase final de la caída del Bolivarianismo en el Perú y posteriormente se persiguieron tanto civiles grancolombianos como del ejército desde 1826 hasta 1832 donde llegaron a 230,000–400,000 grancolombianos deportados del Perú por motivos nacionalistas encabezado por José de La Mar y Agustín Gamarra como limpieza étnica en lugares como Lima, Piura, Tacna, Arequipa, Arica, Tarapacá y Trujillo.

## Guerra Salaverry-Santa Cruz (1835–1836)

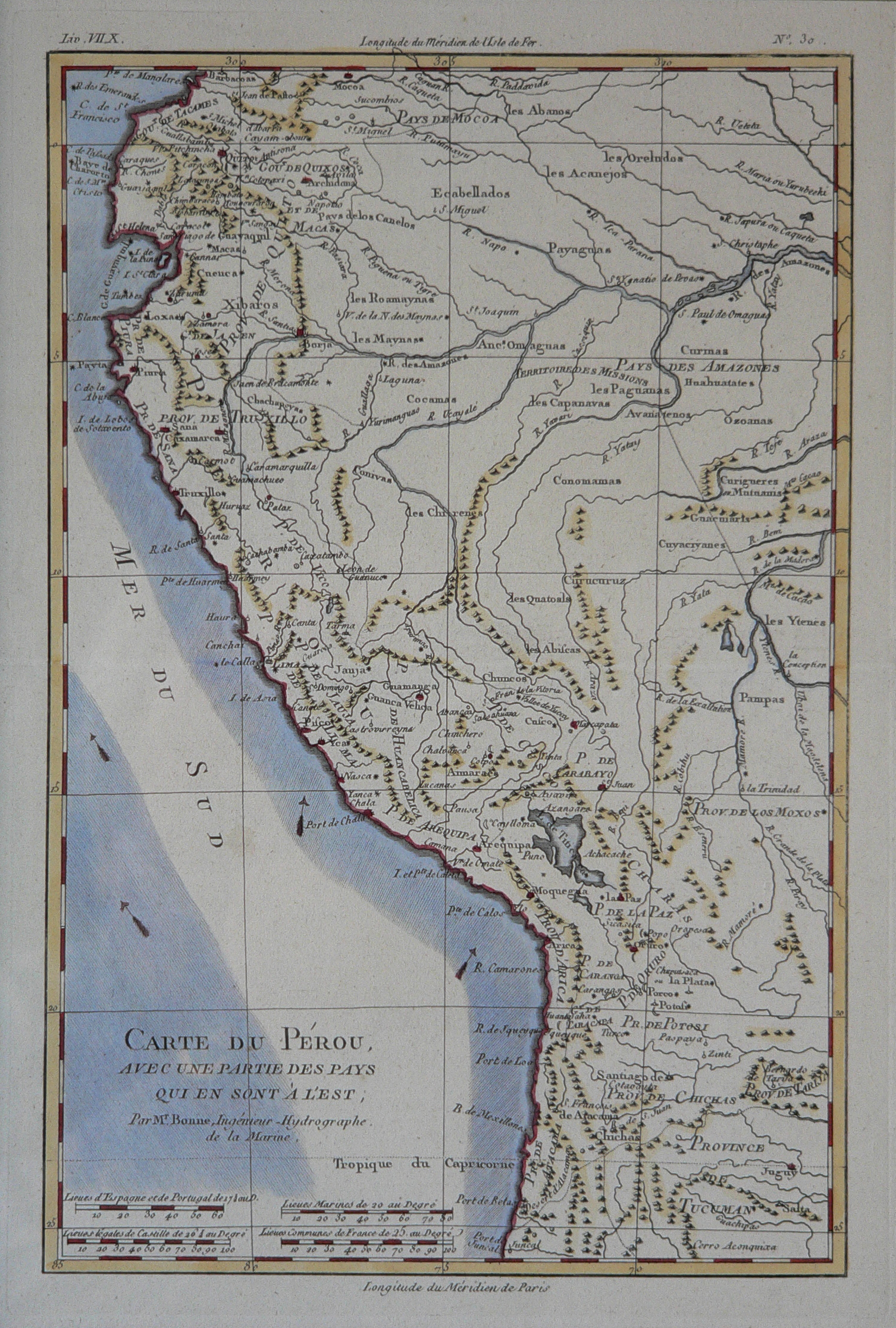
Zonas en donde las fuerzas aliada de Gamarra y Salaverry se enfrentaron a los partidarios de la confederación de Santa Cruz y Obregoso en 1835 y 1836.

Llegada la intervención boliviana al Perú Felipe Salaverry delcaró la "Guerra a Muerte"  contra Santa Cruz, tras la captura del puerto de Cobija en 1835, comentaron que: "Los bolivianos se enfretaron pero recibieron una masacre y cuando era inevitable la captura de su puerto, huyeron como gallinas", posteriormente ocurrio un linchamiento extremo en Lima posterior sublevación salaverrista en el Callao donde se dio la muerte 500 bolivianos y 3,000 judíos según estimaciones por los civiles y parte del ejercito salaverrista y gamarrista que se le conoció como el pogromo de Lima encabezado por el General Agustín Gamarra perpretó en Lima por considerar a los bolivianos como "gusanos" o "incivilizados" y a los judíos como "subhumanos" o "financieros de los Rothschild" y tras la victoria en Uchumayo sobre el Ejército Unido Confederado dijo lo siguiente: "Los bolivianos son hábiles pero cuando se meten con el país equivocado, son destrozados" pero lastimosamente Salaverry fue derrotado en Socabaya y posteriormente fusilado en la plaza de Armas de Arequipa por los invasores, tras el fusilamiento es en donde ahí cuando se incrementa en sentiento antiboliviano en el Perú.

## Guerra de la Restauración Peruana (1836–1839)

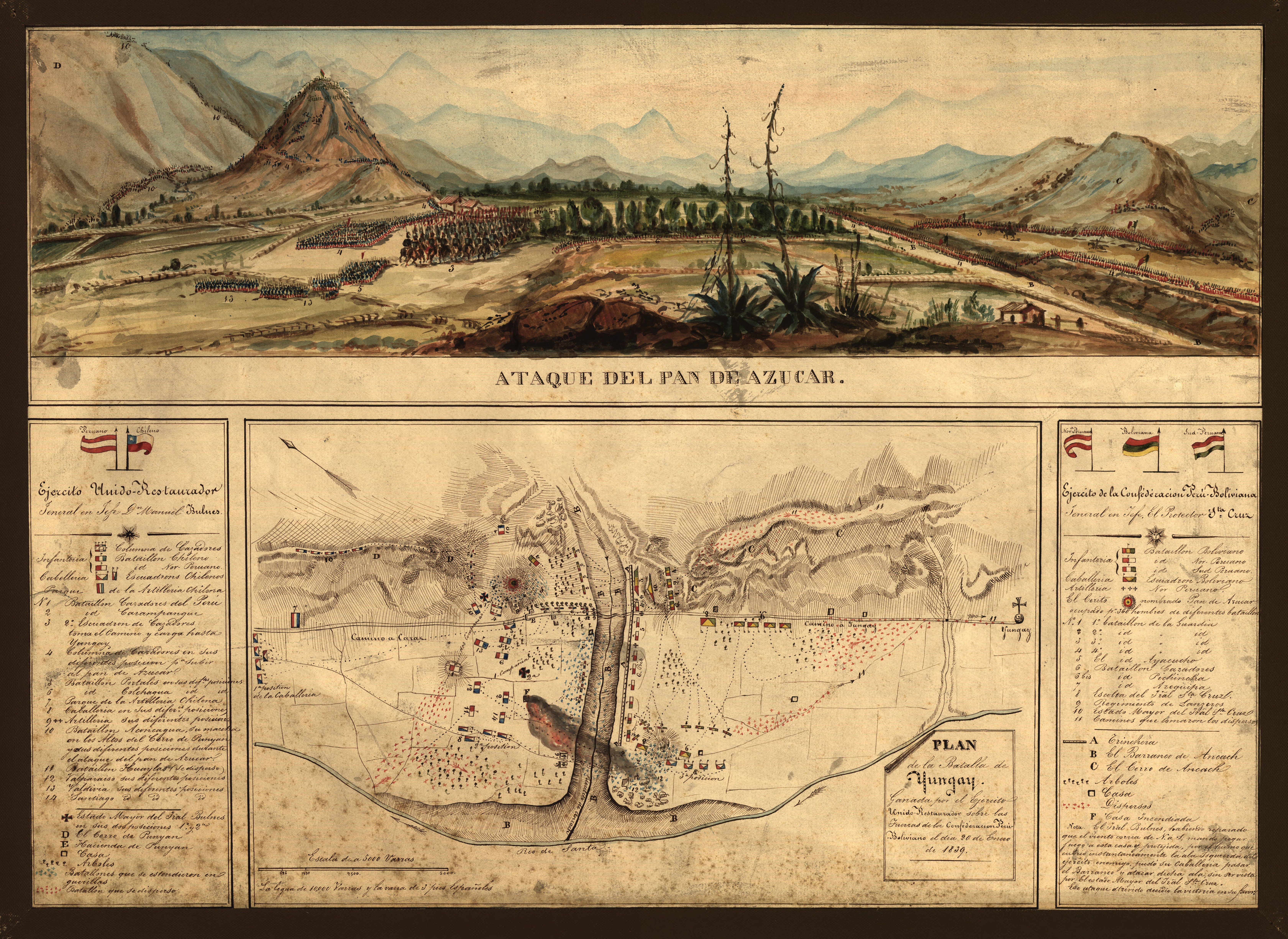
Batalla de Yungay, en donde se enfrentaron y tras la victoria restauradora, seria el fin de la confederación.

Tras la victoria en Socabaya se origino otra guerra, esta vez es la Confederación Perú-Boliviana contra los aliados restauradores peruanos y chilenos; algunos peruanos ultranacionalistas lo llaman la Venganza de Felipe Salaverry o la Cruzada del Perú de 1836–1840 alegando a la restauración y reunificación del Perú; tras incidentes con la Confederación Argentina se uniria a los restauradores en contra de la confederación que tras la victoria en Yungay en 1839 por los restauradores dando fin de la confederación, Agustín Gamarra por otra parte que habría cumplido la venganza de Salaverry y dijo: "He culminado la venganza de mi hermano de armas, Salaverry si estuvieras vivo exterminariamos juntos a estas gallinas", pactada y declarada la disolución de la confederación, Gamarra por su desprecio absoluto a los confederados: "Tras la victoriosa campaña contra la idea de Santa Cruz, iniciaremos la cruzada del Perú, los Rothschild mandaron a ejecutar a Salaverry; esta vez no habrá perdon hacia los desgraciados", cual sería expulsar a los que participaron a favor de la confederación que en estimaciones llegaron a 5,000 o 8,000 bolivianos y europeos fueron deportados a perpetuidad; 1,000 a 6,000 judíos son deportados o masacrados sin piedad alguna por los partidarios de Gamarra, civiles conteniendo la ira y menores de edad que participaron en la Restauración peruana y rompiendo relaciones comerciales con Reino Unido hasta reestablecer sus relaciones en 1853.

## Guerra Peruano–Boliviana (1841–1842)

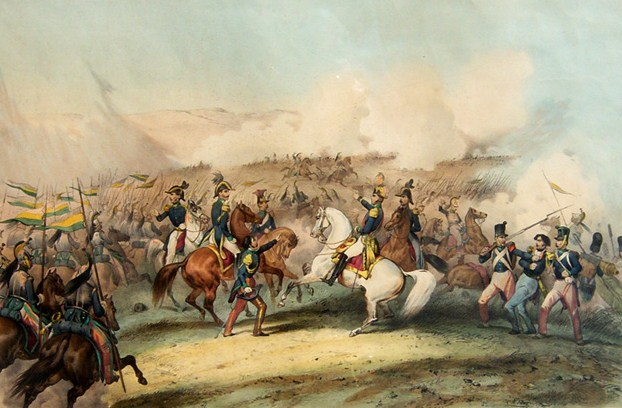
Batalla de Ingavi que selló la victoria Boliviana sobre Perú en 1841

Llegada las tensiones tras la disolución de la confederación, el Perú gobernado por Agustín Gamarra y Bolivia se vivía una crisis sociopolítica de José Ballivian tras la caida de Santa Cruz, se dio la idea de Gamarra y le declaró la guerra a Bolivia de invadir, ocupar y anexar La Paz tras la victoria en Mecapaca y Chonchocoro pero sus planes y la muerte le esperaban en Ingavi, tras la derrota tuvieron que retirarse de Bolivia y perdiendo las pretenciones; tras la ofensiva inicial Boliviana al sur del Perú ocupando Arica, Tarapacá, Tacna, Moquegua y Puno, el ejercito de Bolivia se enfrentaron a montoneras y del ejercito peruano dejando con bajas de 2,000, el 25 de diciembre de 1841 ocurrió la masacre de Locumba que se dio la muerte de 340 bolivianos sin piedad alguna, algunos son decapitados u otros quedaron desfigurados según estimaciones locales de Locumba por los motivos serian que tras la derrota peruana en Ingavi que fulminaron a los peruanos heridos en combate y posterior, y el motín en el hospital de La Paz donde hubo casi 80 muertos; y tras siete derrotas bolivianas en territorio peruano tuvieron que firmar el Tratado de Puno.